# Милинис, Игнатий Францевич
Игнатий Францевич Милинис (2 февраля 1899, Спасское — 9 января 1974, Москва) — советский архитектор.

## Биография
Окончил Киевский архитектурный институт в 1927 году и московский ВХУТЕИН в 1929 году. Во время учёбы во ВХУТЕИНе принял участие в конкурсах на проекты дома правительства в Харькове (1927 год, соавтор С. М. Кравец и дворца Советов в Хабаровске (1928 год).
Учась во ВХУТЕИНе, занимался в секции социалистического расселения, руководителем которой был М. Я. Гинзбург. Совместно с М. Я. Гинзбургом в 1928—1932 годах проектировал и контролировал строительство дома Наркомфина в Москве. Они получили поддержку для цветового оформления проекта «Наконфин» от немецкого художника-авангардиста Баухауса Хиннерка Шепера (Hinnerk Scheper).. Первой крупной реализованной работой Милиниса стало здание клуба металлургического завода «Серп и Молот» на Волочаевской улице (1929—1933).
Будучи приверженцем конструктивизма, Милинис стал членом ОСА (Объединения современных архитекторов). В 1929—1933 году в соавторстве с М. О. Барщем, В. Н. Владимировым, К. Н. Афанасьевым, М. И. Синявским, А. Л. Пастернаком проектировал и строил экспериментальный дом-коммуну на Гоголевском бульваре. Другим крупным проектом Милиниса стал дом работников ЗИЛа на Велозаводской улице (1936—1937 годы). Среди позднейших работ архитектора — участие в проекте застройки Новых Кузьминок в Москве (1959—1964 годы).
Жил в построенном им доме 8 по Гоголевскому бульвару, а также на Новослободской улице, 50/52. Умер 9 января 1974 года. Похоронен на 2-м участке Ваганьковского кладбища (рядом похоронен его сын Геннадий (1936—1975 гг.).
В 2019 году в Государственном музее архитектуры имени А. В. Щусева состоялась первая монографическая выставка «Герои Авангардстроя. Архитектор Игнатий Милинис».

## Проекты и постройки
1927
- Дом правительства Украинской ССР в Харькове. Конкурс; соавтор С. М. Кравец.
- Типовой клуб железнодорожников на 1500 чел. Конкурс.

1928
- Универмаг в Бауманском районе Москвы. Конкурс.
- Дом промышленности в Свердловске. Конкурс; соавторы Афанасьев, Я. А. Корнфельд.
- Дом Советов в Хабаровске. Конкурс; при консультации М. Г. Гинзбурга.

1929
- Здание Управления Турксиба. Соавтор М. Я. Гинзбург.
- Институт охраны труда в Москве. Конкурс.

1930, Москва
- Дом жилой Наркомфина на Новинском бульваре, 25. Соавторы М. Я. Гинзбург, инженер С. Л. Прохоров.

1931, Москва
- Дом культуры завода «Серп и молот» на Волочаевской улице, 11/15. Конкурс, 2-я премия.

1933, Москва
- Дом-коммуна экспериментальный на Гоголевском бульваре, 8. Соавторы О. М. Барщ, В. Н. Владимиров.

1937, Москва
- Жилой дом Завода имени Лихачёва на Велозаводской улице, 3/2.

1964, Москва
- Жилая застройка Новых Кузьминок. Член авторского коллектива.